# うみねこのなく頃に episode3 - Banquet of the golden witch
『うみねこのなく頃に episode3 - Banquet of the golden witch』（黄金の魔女の宴）は、同人サークルである07th Expansionが製作している同人ゲーム『うみねこのなく頃に』の、シリーズ第三作である。
2008年8月16日のコミックマーケット74において発表され、販売開始された。タイトルは『うみねこのなく頃に』と、「な」を赤文字で表記する。

## 概要
序盤は、昔本当に実在したというベアトリーチェの過去話。そして、第一の晩を生き延びた霧江の推理を元に、ついに黄金が発見され、ベアトリーチェの後継者が現れる。ベアトリーチェさえも予想外の物語が展開されていき、後継者に対抗するため戦人とベアトリーチェが一時的な共闘を行うのが本編の見所である。
推理面においては前回の大きな謎であった、あからさまなファンタジー描写（魔女が直接魔法を使う描写など）がゲームテキストの地の文で書かれてしまっている謎の一端が明かされる。

## ストーリー
右代宮家長女の絵羽は少女時代、次期当主候補である兄の蔵臼に代わって、自分が当主になるという夢を持っていた。しかし年齢を重ねるにつれ「男尊女卑の右代宮家では、女である限り当主にはなれない」という現実を受け入れるようになり、少女時代の夢は心の奥底に封印された。
六軒島で連続殺人が勃発した後、絵羽は第一の殺人を生き延びた霧江のヒントから碑文の謎を解く。隠されていた黄金はついに暴かれ、絵羽は右代宮家の全てを手にする権利を得た。だがこれを切っ掛けに絵羽の心の奥に眠っていた少女時代の自分が目覚め、絵羽から独立した存在として幻想世界に確立するようになる。そして、碑文を解いた功績により「無限の魔女ベアトリーチェ」の名を継承した少女時代の絵羽は、「エヴァ・ベアトリーチェ」を名乗り新たなる惨劇を六軒島に起こすこととなる。

## 殺人事件
本作の殺人事件は人間には到底行えないであろう殺人が多々ある。それを魔女の仕業なのか人間の仕業なのかを見極めるのが、本作の大きな分岐点となる。
また、死体の多くは碑文に見立てられて殺されており、殺人が行われた場所には魔法陣や魔女からの手紙が残されている。これらの小道具の存在が「魔女ベアトリーチェが魔法によって殺人を犯した」という印象を登場人物たちに与えている。
（被害者の欄の横に書かれたカッコ内は見立ての内容を示す）
第1の事件 「六重密室」
被害者 … 紗音、熊沢、郷田、源次、金蔵、嘉音（第一の晩・六人の生贄）
施錠され密室化した1Fの客間に、紗音の死体と2F客室の鍵を発見。2F客室も施錠され密室化しており、発見された鍵で扉を開けてみると、熊沢の死体と3F控え室の鍵を発見。以後、3F控え室に郷田の死体と2F貴賓室の鍵、2F貴賓室に源次の死体とボイラー室の鍵、ボイラー室に金蔵の死体と礼拝堂の鍵、礼拝堂に嘉音の死体と1F客間の鍵が発見された。
つまり、6つの密室が他の密室の鍵を封じ込めているという、六連密室による殺人である。死体が発見されたそれぞれの部屋の扉には、魔法陣が描かれていた。ボイラー室の金蔵の死体は焼却炉で焼かれていたが、それ以外の死体には銃か槍状のもので殺された痕跡があった。
幻想シーンの描写では、ベアトリーチェが眷属の煉獄七姉妹などを駆使して魔法で六人を殺したことになっている。
第2の事件 「薔薇庭園」
被害者 … 楼座、真里亞（第二の晩・寄り添う二人）
台風がすぎるまでゲストハウスに篭っていた生き残り組だったが、真里亞が昼間に見た薔薇がどうなったか心配だと楼座をつれて庭園に出る。そのわずかの間に何者かに殺された。楼座は庭園の柵の槍状部分に延髄を貫かれた痕跡が、真里亞には首筋に絞殺の痕跡があった。
幻想シーンの描写では、エヴァ・ベアトリーチェが魔法で楼座をいたぶり殺し、それを見かねたベアトリーチェが真里亞に安らかな死を与えたことになっている。
第3の事件 「本館」
被害者 … 留弗夫（第四の晩・額）、秀吉（第五の晩・胸）、霧江（第六の晩・腹）
ゲストハウスでの篭城にあたって、食料不足の問題があると主張する霧江によって、本館への食料調達チームが留弗夫・秀吉・霧江の3人によって結成された。しかし3人はいつまでたっても帰ってこない。不安になった居残り組が本館へと突入すると3人の死体を発見。死因は碑文に見立てられた杭による刺殺と見られる。
幻想シーンの描写では、エヴァ・ベアトリーチェと煉獄の七姉妹が3人を魔法で襲うも、3人は機転でそれを撃退。しかし、エヴァ・ベアトリーチェが新たに召喚した「シエスタ姉妹兵」の黄金の弓の攻撃により3人は殺害されたことになっている。杭については3人の死後に刺されている。
第4の事件 「ゲストハウス1F 〜 薔薇庭園の東屋」
被害者 … 蔵臼（第七の晩・腿）・夏妃（第八の晩・足）
生き残った者たちはいっそう警戒心を強くしゲストハウスの篭城を続ける。2Fで子供たちと絵羽・南條が休んでおり、1Fに蔵臼と夏妃が見張りをしていた。しかし、いつの間にか1Fの二人が消えており、死体が薔薇庭園の東屋で発見された。直接の死因はひも状の凶器による絞殺と思われるが、二人の足には杭が刺さっていた。ゲストハウスのドアは内部から施錠がされたままで、誰かが出入りした形跡はなかった。
幻想シーンの描写では、薔薇庭園からシエスタ姉妹兵が放った黄金の弓の矢が、変幻自在の軌道を描きゲストハウスのドアの鍵穴を通って蔵臼と夏妃を殺害したことになっている。
第5の事件 「ゲストハウス2F 〜 本館・客間」
被害者 … 譲治（第九の晩・魔女復活）
ゲストハウスの2Fにいたはずの譲治も蔵臼・夏妃とともに消失しており、その死体が本館の客間（紗音の死体の安置場所）で発見された。死体には銃か槍状のもので殺された痕跡があった。また、客間の扉には「07151129」という数字が何者かによって書き加えられていた。
幻想シーンの描写では、ベアトリーチェが譲治の「紗音にもう一度会いたい」という願いを叶えるため、譲治を魔法による空中浮遊でゲストハウスから連れ出し、本館客間にて反魂の術で紗音を復活させるも、庭から放たれたシエスタ姉妹兵の弓矢が譲治と紗音を殺してしまった、ということになっている。
第6の事件 「使用人室前の廊下」
被害者 … 南條（第九の晩・魔女復活）
譲治の死体発見後、絵羽、戦人、朱志香、南條の4人はゲストハウスに戻らず本館に立て篭もることになる。このときに疑心暗鬼にとらわれていた朱志香と絵羽の間でもみ合いの喧嘩が発生し、絵羽が持っていたウィンチェスターライフルが暴発。発射炎を間近で見た朱志香は一時的に失明し、南條により使用人室で応急処置を受ける。しかし、治療を終えた南條が使用人室を出て行った直後、朱志香は廊下にいる南條の叫び声を聞く（失明状態なので情景はわからない）。後に発見された南條の死体には銃か槍状のもので殺された痕跡があった。
幻想シーンの描写では、エヴァ・ベアトリーチェが廊下で南條を殺したことになっている。
後に行われた上位世界の推理合戦では、南條殺害については「18人の主要キャラクターの誰もが殺人が不可能な状況にあったこと」「島には19人以上の人間は存在しないこと」「地に足がついた人間が、南條の目の前に現れ彼を殺したこと」などが赤文字で宣言されてしまい、南條は誰にも殺せないというパラドックスが生み出された。この謎を解決することがエピソード3の最大の推理ポイントとなっている。
第7の事件 「本館」
被害者 … 戦人（第九の晩・魔女復活）
上位世界の推理合戦で、戦人は「エヴァ・ベアトリーチェなる魔女は現実には存在せず、ゲーム中にエヴァが活躍している幻想シーン描写がされているのは、絵羽が殺人を犯しているのを誇張して表現した叙述トリックに過ぎない」と看破。それと同期するかのように物語世界でも戦人が絵羽を犯人だと断定。その直後、絵羽が戦人に対してウィンチェスターライフルを発射し、戦人は心臓を打ち抜かれ死亡する。
第8の事件 「後日談」
被害者 … 朱志香（第十の晩・黄金郷）
ゲーム終了後のエンドロールで朱志香が死亡していることが判明する。何が起こったかの詳細は不明。TIPSでは悪魔に食い殺されたと表記。絵羽は最終的に一人生き残ったが、警察のその後の調査では六軒島の大量死はなんらかの事故であると判断され、殺人事件としては扱われなかった。
幻想シーンの描写では、朱志香は南條が殺害された後、ベアトリーチェによって呼び出された嘉音の霊の導きでカーテンの後ろに隠れ続けていたことになっている。

## TIPS
ステイルメイト
チェスの用語で、指し手がなくなる、ある種の手詰まりの状態を指す。
ベアトリーチェの密室定義
『うみねこのなく頃に』で構成される様々な密室の謎を解くにあたって、ベアトリーチェが定義づけた「この物語での『密室』の定義」。この定義は過去のエピソードにも適用される。電波などを使った外部からの干渉が禁じられるなど、ユーザーの推理の難易度を一層高めている。
魔女の継承
魔女の秘儀は一子相伝の形で他者に引継がれていく。ベアトリーチェの門派の場合は秘儀の他に「ベアトリーチェ」の名前そのものも引継がれる。現在のベアトリーチェはワルギリアから名を引継ぎ、そしてエピソード3では少女時代の絵羽に名を譲った。なお、魔女の名と力を継承するには別の門派の魔女の推薦人が必要になる。
07151129
客間の扉に何者かが書いた謎の数列。何らかの暗号の可能性がある。数列自体の意味は次章で明らかとなる。

## 漫画
スクウェア・エニックス刊『月刊ガンガンJOKER』で2009年10月号から2011年7月号まで連載。
作画：夏海ケイ
1. ISBN 978-4-7575-2855-0 2010年4月22日 初版発行
2. ISBN 978-4-7575-2975-5 2010年8月21日 初版発行
3. ISBN 978-4-7575-3100-0 2010年12月22日 初版発行
4. ISBN 978-4-7575-3205-2 2011年4月22日 初版発行
5. ISBN 978-4-7575-3336-3 2011年8月22日 初版発行

## アニメ
「うみねこのなく頃に」第12 - 18話
- 第12話 EpisodeIII-I castling
- 第13話 EpisodeIII-II gambit
- 第14話 EpisodeIII-III positional play
- 第15話 EpisodeIII-IV isolated pawn
- 第16話 EpisodeIII-V queening square
- 第17話 EpisodeIII-VI promotion
- 第18話 EpisodeIII-VII swindles

## 小説
著：竜騎士07 イラスト：ともひ 講談社BOX
- うみねこのなく頃に Episode3 上 ISBN 978-4-06-283744-6 2010年3月2日 初版発行
- うみねこのなく頃に Episode3 下 ISBN 978-4-06-283745-3 2010年4月2日 初版発行